# 基本古
02°09′30″S 30°32′45″E / 2.15833°S 30.54583°E
基本古（Kibungo），是盧旺達的城鎮，位於該國東部，由東部省負責管轄，是恩戈馬縣的首府，面積43平方公里，海拔高度1,820米，2014年人口46,240，人口密度每平方公里1,100人。